# Velebitsko pivo
Velebitsko pivo je alkoholno hrvatsko pivo koje proizvodi pivovara Ličanka, iz Pazarišta nedaleko od Gospića. Pivovara ličanka započela je sa svojim radom 1997. godine, a u svojem asortimanu nudi svijetlu, tamnu, kasačku i nefiltriranu svijetlu varijantu Velebitskog piva.

## Proizvodi
Voda za proizvodnju ovog piva crpi se s izvora Ričina koji se nalazi na Velebitu na oko 700 m nadmorske visine.  
- Velebitsko svijetlo, lager, 5,0 % alkohola

- Velebitsko tamno, lager, 6,0 % alkohola

- Kasačko, lager, 5,1 % alkohola

- Nefiltrirano svijetlo, lager, 5,0 % alkohola.[1]

Kvalitetu svijetlog piva prepoznali su i stručnjaci s Oxforda te je ono proglašeno najboljim pivom 2003. godine.

## Vanjske poveznice
- Velebitsko pivo  Arhivirana inačica izvorne stranice od 2. svibnja 2008. (Wayback Machine)
- Velebitsko pivo Info